# César pro nejlepší krátkometrážní fikci
César pro nejlepší krátkometrážní fikci je jedna z kategorií francouzské filmové ceny César. Kategorie byla vyhlašována v letech 1977 až 1991 a nově od roku 2022.

## Vítězové a nominovaní

### 70. léta
- 1977: Comment ça va je m'en fous, režie François de Roubaix
  - Chaleur d'été, režie Jean-Louis Leconte
  - L'hiver approche, režie Georges Bensoussan
  - L'Enfant prisonnier, režie Jean-Michel Carré
  - La Nuit du beau marin peut-être, režie Frank Verpillat
  - Le Destin de Jean-Noël, režie Gabriel Auer

- 1978: 500 Grammes de foie de veau, režie Henri Glaeser
  - Je veux mourir pour la patrie, režie Jean-Paul Sartre a Mosco Boucault
  - Le Blanc des yeux, režie Henry Colomer
  - Sauf dimanches et fêtes, režie François Ode
  - Temps souterrain, režie András Dávid

- 1979: Dégustation maison, režie Sophie Tatischeff
  - Jeudi 7 avril, režie Peter Kassovitz
  - Le Chien de Monsieur Michel, režie Jean-Jacques Beineix
  - L'Ornière, režie François Dupeyron

### 80. léta
- 1980: Colloque de chiens, režie Raoul Ruiz
  - Nuit féline, režie Gérard Marx
  - Sibylle, režie Robert Cappa

- 1981: Toine, režie Edmond Séchan
  - La Découverte, režie Arthur Joffé
  - Le Bruit des jambes de Lucie, režie Anne Quesemand
  - Vive la mariée, režie Patrice Noïa

- 1982: Les Photos d'Alix, režie Jean Eustache
  - Cher Alexandre, režie Anne Lemonier
  - Le Rat noir d'Amérique, režie Jérôme Enrico
  - The Subtil Concept, režie Gérard Krawczyk

- 1983: Bluff, režie Philippe Bensoussan
  - Canta Gitano, režie Tony Gatlif
  - La Saisie, režie Yves-Noël Francois
  - Merlin ou le cours de l'or, režie Arthur Joffé

- 1984: Star Suburb : la banlieue des étoiles, režie Stéphane Drouot
  - Coup de feu, režie Magali Clément
  - Panique au montage, režie Olivier Esmein
  - Toro Moreno, režie Gérard Krawczyk

- 1985: Première Classe, režie Mehdi El Glaoui
  - La Combine de la girafe, režie Thomas Gilou
  - Homicide by night, režie Gérard Krawczyk
  - Oiseau de sang, režie Frédéric Ripert
  - Premiers mètres, režie Pierre Lévy

- 1986: Grosse režie Brigitte Roüan
  - La Consultation, režie Radovan Tadic
  - Dialogue de sourds, režie Bernard Nauer
  - Juste avant le mariage, režie Jacques Deschamps
  - Le Livre de Marie, režie Anne-Marie Mieville

- 1986: La Goula režie Roger Guillot
  - Alger la blanche, režie Cyril Collard
  - Bel ragazzo, režie Georges Bensoussan
  - Bocetta revient de guerre, režie Jean-Pierre Sinapi
  - Bol de jour, režie Henri Gruvman
  - Deobernique, režie Celia Canning a Raymond Gourrier
  - Joseph M, režie Jacques Cluzaud
  - La poupée qui tousse, režie Farid Lahouassa
  - Le Bridge, režie Gilles Dagneau
  - Le Maître chanteur, režie Mathias Ledoux
  - Les Arcandiers, režie Manuel Sanchez
  - Pauline épaulettes, režie Stéphanie de Mareuil
  - Sur le talus, režie Laurence Ferreira-Barbosa
  - Synthétique opérette, režie Olivier Esmein
  - Torero hallucinogène, režie Stéphane Clavier
  - Triple sec, režie Yves Thomas
  - Une fille, režie Henri Herre
  - Zambinella, režie Catherine Laine Galode

- 1988: Présence féminine, režie Éric Rochant
  - D'après Maria, režie Jean-Claude Robert
  - Pétition, režie Jean-Louis Comolli

- 1989: Chet's romance, režie François Dupeyron
  - Bing Bang, režie Éric Woreth
  - New York 1935, režie Michèle Ferrand-Lafaye
  - Une femme pour l'hiver, režie Manuel Flèche

### 90. léta
- 1990: Lune froide, režie Patrick Bouchitey
  - Ce qui me meut, režie Cédric Klapisch
  - Vol nuptial, režie Dominique Crèvecœur

- 1991: Foutaises, režie Jean-Pierre Jeunet
  - Deux pièces cuisine, režie Philippe Harel
  - Final, režie Irène Jouannet
  - Uhloz, režie Guy Jacques

### 20. léta
- 2022: Les Mauvais Garçons, režie Élie Girard
  - L'Âge tendre, režie Julien Gaspar-Oliveri
  - Le Départ, režie Saïd Hamich
  - Des gens bien, režie Maxime Roy
  - Soldat noir, režie Jimmy Laporal-Trésor

- 2023: Partir un jour, režie Amélie Bonnin
  - Haut les cœurs, režie Adrian Moyse Dullin
  - Le Roi David, režie Lila Pinell
  - Les Vertueuses, režie Stéphanie Halfon

- 2024: L'Attente, režie Alice Douard
  - Boléro, režie Nans Laborde-Jourdàa
  - Rapide, režie Paul Rigoux
  - Les Silencieux, režie Basile Vuillemin

- 2025: Člověk, který nemohl mlčet, režie Nebojša Slijepčević
  - Boucan, režie Salomé Da Souza
  - Césarova věc, režie Violette Gitton
  - Queen Size, režie Avril Besson